# Communauté d'agglomération Épernay, Coteaux et Plaine de Champagne
La communauté d’agglomération Épernay, Coteaux et Plaine de Champagne est un établissement public de coopération intercommunale à fiscalité propre situé dans le département de la Marne en région Grand Est.

## Historique
L'intercommunalité est créée le 1er janvier 2017 par fusion de la communauté de communes Épernay Pays de Champagne (21 communes) et de la communauté de communes de la Région de Vertus (29 communes). Cette fusion résulte d'un arrêté préfectoral du 12 septembre 2016, complété par un arrêté du 19 décembre 2016, qui transforme la communauté de communes en communauté d'agglomération.
Le 1er janvier 2018, Gionges, Oger, Vertus et Voipreux fusionnent sous le statut de la commune nouvelle pour constituer Blancs-Coteaux.

## Territoire communautaire

### Composition
La communauté d'agglomération est composée des 47 communes suivantes :

| Nom                            | Code Insee | Gentilé                    | Superficie (km2) | Population (dernière pop. légale) | Densité (hab./km2) |
| ------------------------------ | ---------- | -------------------------- | ---------------- | --------------------------------- | ------------------ |
| Épernay (siège)                | 51230      | Sparnaciens                | 22,69            | 22 022 (2022)                     | 971                |
| Athis                          | 51018      |                            | 16,88            | 888 (2022)                        | 53                 |
| Avize                          | 51029      | Avizois                    | 7,62             | 1 751 (2022)                      | 230                |
| Bergères-lès-Vertus            | 51049      | Bergeronnets               | 18,28            | 580 (2022)                        | 32                 |
| Blancs-Coteaux                 | 51612      |                            | 65,81            | 3 120 (2022)                      | 47                 |
| Brugny-Vaudancourt             | 51093      | Brugnitiers-Vaudancouriers | 19,87            | 437 (2022)                        | 22                 |
| Chaintrix-Bierges              | 51107      | Chaintriots et Biergeois   | 10,31            | 344 (2022)                        | 33                 |
| Chaltrait                      | 51110      |                            | 6,69             | 60 (2022)                         | 9                  |
| Chavot-Courcourt               | 51142      |                            | 4,42             | 337 (2022)                        | 76                 |
| Chouilly                       | 51153      | Chouillats                 | 16,12            | 1 062 (2022)                      | 66                 |
| Clamanges                      | 51154      | Clamangeots                | 23,59            | 225 (2022)                        | 9,5                |
| Cramant                        | 51196      | Cramantais                 | 5,37             | 877 (2022)                        | 163                |
| Cuis                           | 51200      | Cuitas                     | 8,27             | 368 (2022)                        | 44                 |
| Cumières                       | 51202      | Cumariots                  | 2,99             | 716 (2022)                        | 239                |
| Écury-le-Repos                 | 51226      | Écuriots                   | 9,96             | 62 (2022)                         | 6,2                |
| Étréchy                        | 51239      |                            | 6,64             | 102 (2022)                        | 15                 |
| Flavigny                       | 51251      |                            | 7,98             | 177 (2022)                        | 22                 |
| Germinon                       | 51268      | Germinonais                | 19,61            | 188 (2022)                        | 9,6                |
| Givry-lès-Loisy                | 51273      | Givryats                   | 5,05             | 73 (2022)                         | 14                 |
| Grauves                        | 51281      | Gravriots                  | 7,84             | 618 (2022)                        | 79                 |
| Les Istres-et-Bury             | 51302      |                            | 5,15             | 90 (2022)                         | 17                 |
| Loisy-en-Brie                  | 51327      | Mamains                    | 15,09            | 173 (2022)                        | 11                 |
| Magenta                        | 51663      | Magentais                  | 0,97             | 1 686 (2022)                      | 1 738              |
| Mancy                          | 51342      | Mancéens                   | 3,57             | 237 (2022)                        | 66                 |
| Mardeuil                       | 51344      | Mardouillats               | 9,19             | 1 463 (2022)                      | 159                |
| Le Mesnil-sur-Oger             | 51367      | Mesnilois                  | 7,91             | 1 001 (2022)                      | 127                |
| Monthelon                      | 51378      | Monthelonnais              | 2,66             | 346 (2022)                        | 130                |
| Morangis                       | 51384      | Morangissois               | 8,65             | 367 (2022)                        | 42                 |
| Moslins                        | 51387      | Moslinois                  | 11,72            | 285 (2022)                        | 24                 |
| Moussy                         | 51390      | Moussytiers                | 2,81             | 744 (2022)                        | 265                |
| Oiry                           | 51413      | Oiryats                    | 10,76            | 886 (2022)                        | 82                 |
| Pierre-Morains                 | 51430      |                            | 13,44            | 92 (2022)                         | 6,8                |
| Pierry                         | 51431      | Pierritiers                | 5,16             | 1 254 (2022)                      | 243                |
| Plivot                         | 51434      | Plivotiers                 | 12,6             | 751 (2022)                        | 60                 |
| Pocancy                        | 51435      | Pontcanciens               | 26,93            | 177 (2022)                        | 6,6                |
| Rouffy                         | 51469      | Rouffiots                  | 5,69             | 110 (2022)                        | 19                 |
| Saint-Mard-lès-Rouffy          | 51499      | Saint-Mariots              | 6,9              | 152 (2022)                        | 22                 |
| Soulières                      | 51558      | Soulièrats                 | 6,04             | 141 (2022)                        | 23                 |
| Trécon                         | 51578      | Tréconniers                | 12,45            | 87 (2022)                         | 7                  |
| Val-des-Marais                 | 51158      |                            | 39,85            | 561 (2022)                        | 14                 |
| Vélye                          | 51603      | Velytiots                  | 10,68            | 227 (2022)                        | 21                 |
| Vert-Toulon                    | 51611      | Vérats                     | 22,04            | 285 (2022)                        | 13                 |
| Villeneuve-Renneville-Chevigny | 51627      | Villeneuviots              | 17,17            | 325 (2022)                        | 19                 |
| Villers-aux-Bois               | 51630      | Villerois                  | 5,11             | 321 (2022)                        | 63                 |
| Villeseneux                    | 51638      | Villesenentais             | 25,86            | 201 (2022)                        | 7,8                |
| Vinay                          | 51643      | Vinaitiers                 | 3,09             | 535 (2022)                        | 173                |
| Vouzy                          | 51655      | Vouziots                   | 9,44             | 296 (2022)                        | 31                 |

### Démographie
| 1968   | 1975   | 1982   | 1990   | 1999   | 2008   | 2013   | 2019   |
| ------ | ------ | ------ | ------ | ------ | ------ | ------ | ------ |
| 49 897 | 53 517 | 51 773 | 51 182 | 50 164 | 49 894 | 49 082 | 47 514 |

## Administration

### Siège
Le siège de la communauté d'agglomération est situé place du 13ème-Régiment-de-Génie à Épernay.

### Élus
Le conseil communautaire de la communauté d'agglomération se compose de 82 conseillers, représentant chacune des communes membres et élus pour une durée de six ans.
Ils sont répartis comme suit :
| Nombre de conseillers | Communes                 |
| --------------------- | ------------------------ |
| 30                    | Épernay                  |
| 4                     | Blancs-Coteaux           |
| 2                     | Avize, Magenta, Mardeuil |
| 1 (+1 suppléant)      | les 42 autres communes   |

### Présidence
Le 9 juillet 2020, à la suite du conseil communautaire qui suit les élections municipales et communautaires de 2020, Franck Leroy a été réélu président de la communauté d'agglomération.
A ses côtés, 15 vice-présidents ont également été élus.
- 1er vice-président : Pascal Perrot, maire de Blancs-Coteaux
- 2e vice-président : Gilles Dulion, maire d’Avize
- 3e vice-président : Christine Mazy, maire d'Epernay
- 4e vice-président : Max Denis, maire de Soulières
- 5e vice-président : Martine Boutillat, adjointe au maire de Chouilly
- 6e vice-président : Laurent Madeline, maire de Magenta
- 7e vice-président : Roxane de Varine, conseillère municipale d'Épernay
- 8e vice-président : Pascal Desautels, maire délégué d'Oger (Blancs-Coteaux)
- 9e vice-président : Luc Scherrer, conseiller municipal d'Épernay
- 10e vice-président : Philippe Claudotte, maire de Villers-aux-Bois
- 12e vice-président : Denis de Chillou de Churet, maire de Mardeuil
- 13e vice-président : Marie-Laure Werbrouck, maire de Vélye
- 14e vice-président : Pierre Marandon, conseiller municipal d'Épernay
- 15e vice-président : Sylvie Rouillère, maire de Chaltrait

#### Liste des présidents
| Période      | Période                      | Identité     | Étiquette             | Qualité                       |
| ------------ | ---------------------------- | ------------ | --------------------- | ----------------------------- |
| janvier 2017 | En cours (au 1 janvier 2024) | Franck Leroy | DVD puis HOR puis DVD | Maire d’Épernay (2000 → 2023) |

### Compétences
Le nombre total de compétences exercées est de 41.

### Régime fiscal et budget
Le régime fiscal de la communauté d'agglomération est la fiscalité professionnelle unique (FPU).